# (10679) Chankaochang
(10679) Chankaochang est un astéroïde de la ceinture principale.

## Description
(10679) Chankaochang est un astéroïde de la ceinture principale. Il fut découvert le 25 juin 1979 à l'Observatoire de Siding Spring par Eleanor Francis Helin et Schelte J. Bus. Il présente une orbite caractérisée par un demi-grand axe de 3,00 UA, une excentricité de 0,05 et une inclinaison de 11,3° par rapport à l'écliptique.